# Nacionalno prvenstvo ZDA 1882
Nacionalno prvenstvo ZDA 1882 v tenisu.

## Moški posamično
Richard D. Sears :  Clarence M. Clark  6-1 6-4 6-0

## Moške dvojice
Richard D. Sears /  James Dwight :  Crawford Nightingale /  George Smith 6–2, 6–4, 6–4